# Todd Kane
Todd Arthur Lucien Kane (Huntingdon, Anglia, 1993. szeptember 17. –) angol labdarúgó, aki jelenleg a FC Groningenben játszik jobbhátvédként, kölcsönben a Chelsea-től.

## Pályafutása

### Chelsea
Kane 2001-ben csatlakozott a Chelsea U8-as csapatához. 2011 júliusában kapta meg első profi szerződését a klubtól. Tagja volt annak az ificsapatnak, mely 2012-ben legyőzte a Blackburn Roverst az FA Youth Cup döntőjében. A 2012-es BL-döntőre vésztartaléknak jelölték az első csapatba, azaz egy hátvéd mérkőzés előtti megsérülése esetén bekerült volna a meccskeretbe, de erre nem került sor.
2012 novemberében a harmadosztályú Preston North End 2013 januárjáig kölcsönvette. November 24-én, egy Leyton Orient ellen 2-0-ra elvesztett találkozón mutatkozott be. Egyúttal ez volt pályafutása első profi mérkőzése is. Minden sorozatot egybevéve öt mérkőzésen lépett pályára a csapatban, mielőtt visszatért volna a Chelsea-hez. 2013 január 9-én a Blackburn Rovers egy hónapra kölcsönvette. Két nappal később, a Wolverhampton Wanderers ellen debütált. Március 15-én a csapat újabb egy hónapra kölcsönvette, majd később a szezon végéig meghosszabbította kölcsönszerződését. 2013. április 25-én a Chelsea új, 2016-ig szóló szerződést adott neki. Június 25-én a Blackburn a teljes 2013/14-es idényre kölcsönvette. Profi pályafutása első gólját augusztus 24-én, egy Barnsley ellen 5-2-re megnyert meccsen szerezte. A csapatban játszott utolsó meccsén, a Birmingham City ellen ismét betalált.
2014 november 14-én a Bristol City 2015. január 18-ig kölcsönvette. November 15-én, a Swindon Town ellen mutatkozott be, a 70. percben csereként beállva. December 7-én, egy Telford United elleni FA Kupa-mérkőzésen lépett pályára először kezdőként. A mérkőzés utolsó perceiben vállsérülést szenvedett.
Miután lejárt a kölcsönszerződést a Bristollal, a másodosztályú Nottingham Forest a 2014/15-ös szezon végéig kölcsönvette. 2015. január 10-én, egy 2-0-ra elvesztett találkozón mutatkozott be, a Sheffield Wednesday ellen. Bemutatkozása után sorozatban háromszor kezdőként kapott lehetőséget, de miután Dougie Freedman váltotta Stuart Pearce-t a kispadon, Kane kevesebbszer játszhatott. Március 7-én kapott lehetőséget ismét kezdőként, a Middlsbrough ellen, április 6-án, a Brentford ellen pedig csereként beállva gólt szerzett.
2015. augusztus 3-án a Chelsea új, hároméves szerződést kötött vele. Három nappal később a teljes szezonra kölcsönvette a holland NEC Nijmegen. Augusztus 12-én, az Excelsior ellen mutatkozott be, csereként. Tizenegy nappal később, az Ajax ellen kezdőként kapott lehetőséget. Egyetlen gólját 2016. április 10-én, az FC Utrecht ellen lőtte. Az idény során nyújtott jó teljesítménye után a Chelsea technikai igazgatója, Michael Emelano is megdicsérte. Április 20-án a vártnál korábban véget ért kölcsönszereplése, miután a PEC Zwolle ellen térdszalagszakadást szenvedett.

## Válogatott pályafutása
Kane-t 2011 októberében, egy barátságos torna keretein belül hívták meg először az angol U19-es válogatottba.

## Külső hivatkozások
- Todd Kane pályafutásának statisztikái a Soccerbase oldalon (angolul)

- Todd Kane adatlapja a The FA honlapján